# Peter Murphy (hudebník)
Peter John Joseph Murphy (* 11. července 1957 Northampton, Anglie, Spojené království) je britský zpěvák. V roce 1978 spoluzaložil skupinu Bauhaus, se kterou hrál až do jejího rozpadu v roce 1983; účastnil se rovněž jejích reunionů v letech 1998 a 2005-2008. V roce 1984 spolu s Mickem Karnem vystupoval se skupinou Dalis Car. Od roku 1986 vydává sólová alba.

## Sólová alba
- Should the World Fail to Fall Apart (1986)
- Love Hysteria (1988)
- Deep (1989)
- Holy Smoke (1992)
- Cascade (1995)
- Dust (2002)
- Unshattered (2004)
- Ninth (2011)
- Lion (2014)